# Sainte-Suzanne-et-Chammes
Sainte-Suzanne-et-Chammes község Franciaország Loire mente régiójában, Mayenne megyében. Új községként 2016. január 1-jén jött létre Sainte-Suzanne és Chammes korábbi községek egyesítésével. Az egyesüléskor az új község lélekszáma 1356 fő lett. Lakosainak száma 1197 fő (2022. január 1.).

## Népesség
| Lakosok száma | 1280 | 1282 | 1278 | 1251 | 1224 | 1197 |
|               | 2017 | 2018 | 2019 | 2020 | 2021 | 2022 |